# Лама (тварина)
Ла́ма (Lama glama) — південноамериканський ссавець родини верблюдових, одомашнений індіанцями Анд.

## Опис
Висота дорослого самця в холці до 120 см. Шия довга і тонка, голова відносно мала, звичайно високо піднята, вуха високі, загострені. Незважаючи на відсутність горба, у лам багато спільних рис з верблюдами: ікловидні різці у верхній щелепі, мозолисті подушки на підошві роздвоєних копит (адаптація до кам'янистого ґрунту), пережовування жвачки, якою тварина, якщо її розізлити, плюється. Древні відомі предки лам і верблюдів з'явились приблизно 40 млн років тому у Північній Америці, звідти поширились перешийками до Південної Америки і у Азію.
Лама відрізняється від альпаки більшими розмірами та видовженішою головою.

## Розмноження
Шлюбний сезон у вересні. Вагітність триває 10—11 місяців. Зазвичай народжується одне дитинча. Мати годує його молоком шість тижнів, а статевої зрілості лами досягають в три роки.

## Господарське використання

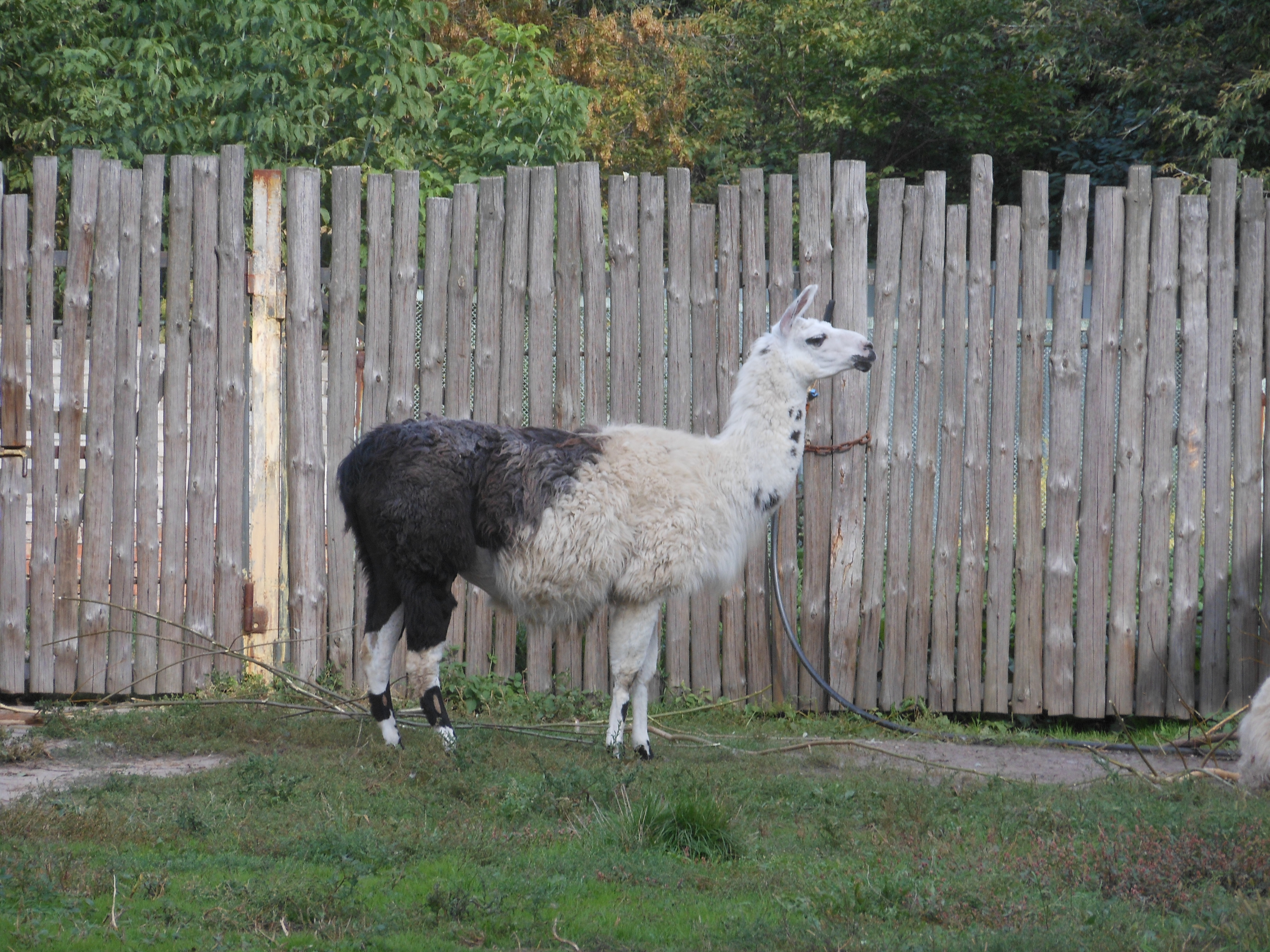
Лама в Київському зоопарку (2012 р.)

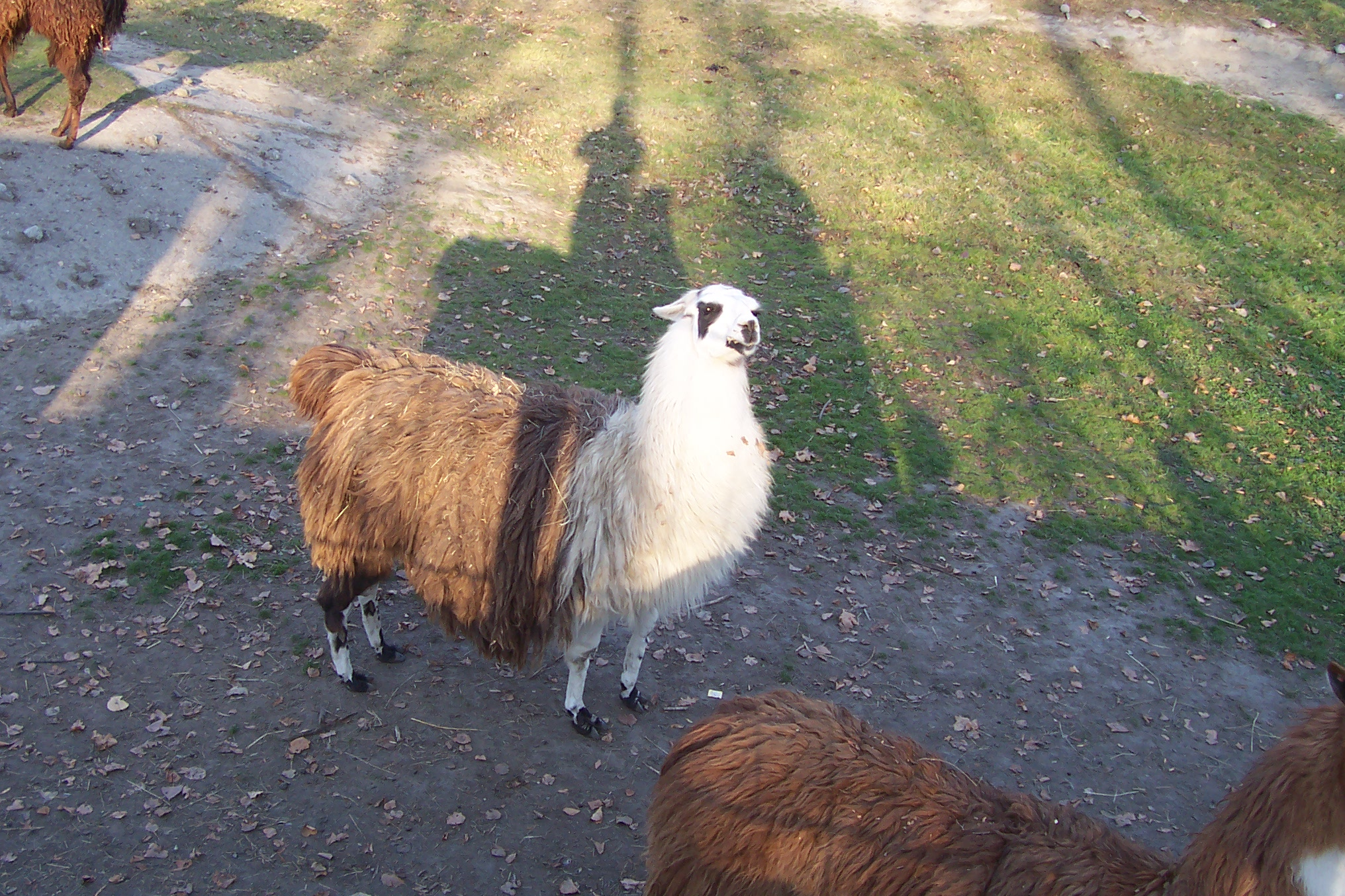
Лами в зоопарку Сілезії.

Головною цінністю лами для людини є її високоякісна вовна, що широко використовується в легкій промисловості. У домашніх лам шерсть м'яка, кошлата, середньої довжини; колір трапляється від чисто білого до чорно-бурого.
Лама — єдиний в Америці туземний вид, який використовують як в'ючну тварину. Його приручили приблизно за тисячу років до н. е. на території нинішнього Перу. Цей вид досі використовують для перевезення вантажів через хребти стежками, недоступними для сучасного транспорту. Нав'ючують тільки самців: одна тварина переносить за день 27 — 45 кг на відстань приблизно 24 км. Якщо в'юк дуже важкий, лама зупиняється і сідає: ніяке покарання не змусить її підвестися, в крайньому разі вона просто плюне в погонича смердючою жуйкою.
М'ясо самців інки їли, але тільки за визначних подій, а самиць ніколи не забивали. Під час релігійних свят самців-немовлят приносили в жертву богам. М'ясо лам вживається в їжу й досі.